# Palacio Subercaseaux (Santiago de Chile)

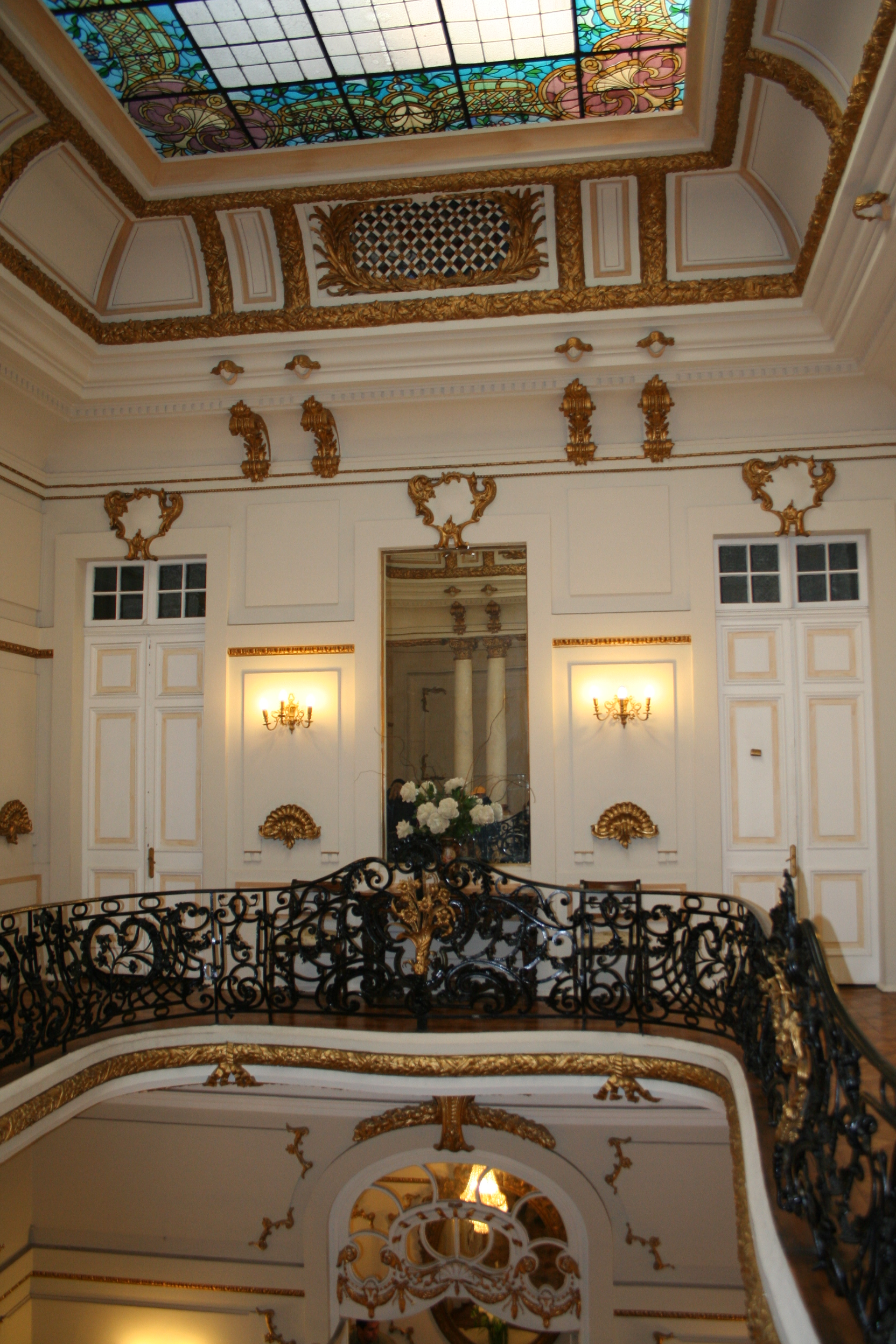
Pasillo segundo piso.

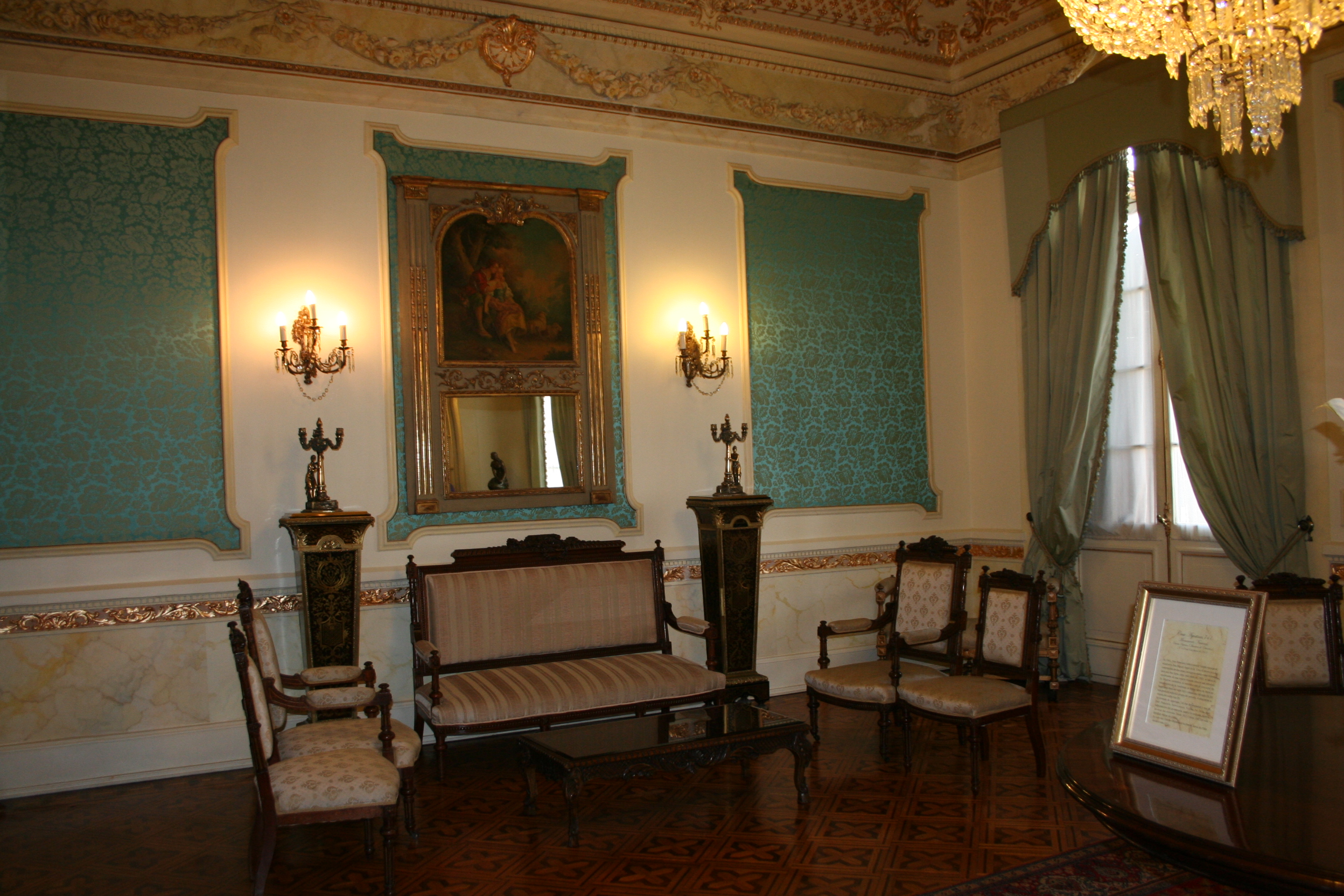
Salón Gral. Diego Aracen Aguilar, en la mesa de centro se ve la declaración de patrimonio nacional.

El Palacio Subercaseaux, es una edificación ubicada en la calle Agustinas 741 y 743, entre las calles San Antonio y Enrique Mac-Iver, frente al pasaje Tenderini. Su emplazamiento está dentro del casco fundacional de Santiago de Chile.

## Historia
El Palacio Subercaseaux fue mandado a construir por el adinerado banquero Francisco Subercaseaux Vicuña. Según historiadores, en 1901, éste encargó al arquitecto Miguel Ángel de la Cruz Labarca, quien había estudiado en París (Francia), dos palacios para sus hijos, situados en las esquinas de la calle Agustinas con San Antonio y de Agustinas con Mac-Iver.
Por petición de sus hijos, al ver las edificaciones terminadas y quedar impresionado, decidió ordenar construir un palacio para él y su cónyuge, Juana Brown (quien era una notable pianista). Es por eso que en 1903 el arquitecto empezó la construcción del inmueble. En algún momento antes de 1921, una de las puertas balcón es transformada en puerta, siendo un acceso independiente. En la obra también participó el arquitecto chileno Alberto Cruz Montt, quien tuvo a su cargo las terminaciones interiores, y el propio Julio Montt quien hizo cambios en la distribución de los espacios.
Más adelante, Brown pidió que aquel palacio tuviese un salón de música y que este mirase al Teatro Municipal de Santiago que se sitúa enfrente del palacio, para rememorar un viaje al París que había realizado unos años antes junto a su cónyuge.

## Características
El Palacio Subercaseaux es una edificación de fachada continua construida en albañilería, que posee dos pisos más un piso zócalo y una mansarda, inspirado en las características de los estilos Luis XV y Luis XVI.
En su interior, a algunas habitaciones o salones se le ha destinado un nombre para identificarlo en honor a personas destacadas de la Fuerza Aérea de Chile (FACh).

### Interior
El hall principal es de doble altura. En él destaca un hermoso piso de parqué, con apliques en sus murallas, y una escalera de mármol blanco de Carrara.

### Primer piso
- Salón Gral. Diego Aracena Aguilar o Salón Francés, cuenta con un living estilo Luis XVI, destacan sus sillas talladas a mano.
- Salón Capitán Dagoberto Godoy o Salón del Piano, con un comedor estilo Luis XV.
- Ex Comedor Gran Salón, con hermosos detalle en su cielo, una chimenea coronada con un gran espejo y hermosas lámparas colgantes.
- Gran Salón, salón de doble altura en el que destacan los grandes vitrales y espejos en su muro, con un pasillo del segundo piso a la vista.
- Salón de Armas, salón con apliques y hermosos pilares que sostienen su cielo.

### Segundo piso
- Salón Dos.
- Salón General Arturo Merino Benítez.
- Biblioteca.

### Zócalo
- Taberna [bar]] y comedor.
- Salón VIP.

## Uso actual
Por gestión del entonces comandante en jefe, general del aire Aurelio Celedón Palma, el inmueble pasó a ser sede del Club de Oficiales de la Fuerza Aérea de Chile, el 7 de abril de 1951. Desde aquel año, ha pertenecido a la FACh y se mantiene de forma impecable. En febrero de 1973, durante el gobierno del presidente Salvador Allende, fue declarado Monumento Nacional.